# Command & Conquer: Tiberium Alliances
Command & Conquer: Tiberium Alliances (укр. Командуй і завойовуй: Тиберіумні альянси) — це відеогра, браузерна стратегія з елементами MMO у серії ігор Command & Conquer.
З 15 травня 2012 року у грі з'явилась можливість грати за Братство Нод, до цього, у рамках бета-тестування була доступна гра тільки за Глобальну Оборонну Ініціативу. 24 травня 2012 року гра вийшла у світ. 7 листопада 2012 року було додано українську мову та створений перший український «світ».

## Фабула
Матантам «Забутим» вдалося викрасти іншопланетний артефакт Тацит зі штабу GDI і сховати його у своїй фортеці. За чутками, енергія Тацита дозволить «Забутим» настільки розвинути воєнну міць, що вони отримають панування над світом. Нод і GDI об'єднуються, щоб повернути Тацит і знищити «Забутих».

## Ігровий процес

### Основний
Ціль гри — знищити Фортецю «Забутих» і заволодіти артефактом Тацитом.
Кожен гравець обирає сектор на Світовій Карті і починає будувати свою першу базу у самого краю Світу. База на початку захищена від будь-яких атак 7 днів. Звідти гравець може почати своє просування до центру Світу. У грі є декілька ресурсів: тиберій, кристали, енергія, кредити і очки дослідження. Тиберій використовується для побудови і покращення бази та деяких юнітів оборони. Кристали ж потрібні для атаки та деяких юнітів оборони. Енергія використовується для будівництва бази, оборони та атаки. Кредити слугують для обміну тиберію і кристалів між базами. Кредити також використовуються з очками дослідження, для купівлі нових видів зброї і побудови нових баз.
У грі існує два режими: PvE і PvP. Спочатку гравець грає у режимі PvE проти таборів і аванпостів «Забутих», а опісля спаду щитів через 7 днів у гравців з'являється можливість атакувати інших гравців. З атак гравець отримує кредити, тиберій, кристали і очки дослідження незалежно від того атакує він «Забутих» чи іншого гравця. Розмір прибутку залежить від рівня розвитку того, кого атакують.

### Альянс і ціль гри
Гравці об'єднуються в альянси. Кожен альянс вміщає у собі максимум 50 чоловік. При виході з альянсу повернутися можна тільки через 7 днів.
Головна ціль альянсу у тому, щоб прийти першими до Тацита, зайняти мінімум 4 центри контролю щита (Центри Контролю Щита — «Альфа», «Бета», «Гамма», «Дельта», «Епсилон», «Дзета», «Ета»), щоб деактивувати щит фортеці і її можна було атакувати, а опісля знищення фортеці забрати Тацит. Усі гравці, які на момент перемоги і взяття Тациту були у альянсі, отримують медаль.
Кінцівка складається з 3 фаз покорення світу: щойно гравець перетинає радіус баз 38 рівня, у різних місцях починають з'являтися зони падіння супутників (3х3 клітинки). Поставивши свою базу у центр, після того як супутник впаде, у зону(5 днів очікування) треба утримувати позицію 3 дні після яких гравець отримує код.
Код дає право стати на 1 з 8 платформ Центру Контролю Щита. Якщо заповнені усі 8 платформ то Центр Контролю вважається зламаним. Коли альянс займе від 4 до 7 Центрів Контролю на щиті цитаделі з'являється відлік у 10 днів.
По його закінченні тільки в альянсу-лідера з'являється шанс атакувати цитадель «Забутих», найсильнішу PvE базу у грі(мінімум 75-й рівень). Гравці, які знаходяться на активованих Центрах Контролю, тепер мають змогу почати вірусну атаку — кожна зменшує захист цитаделі на 1 рівень і додає 2:30 хв до тривалості атаки. Ця тривалість визначає час, протягом якого рівень захисту цитаделі залишатиметься зниженим, поки її не буде відновлено. Захист цитаделі можна зменшити щонайбільше на 25 рівнів, проте збільшення тривалості вірусної атаки необмежене.
Щоб перемогти, головнокомандуючому треба зібрати у Мережі якнайбільше гравців, які здійснять вірусну атаку і атакуватимуть по черзі до перемоги.
Усі гравці отримують медаль (у кожному світі можна отримати лише 1 медаль), яку потім буде видно на усіх серверах, на яких би не грав гравець. Гравцям, які перешли до альянсу після взяття цитаделі або союзникам, медалі не дають.
Після перемоги одного альянсу гра не закінчується, Тацит можна брати безкінечне число разів.
Також переможці можуть протистояти у PvP тим, хто хоче наступним брати Тацит або допомогти союзникам. Звичайно розвиток C&C Tiberium Alliances не зупиняється і у грі з'являються нові можливості. Запущено сервер атак забутих [Архівовано 4 березня 2016 у Wayback Machine.] на гравців.

### Арсенал

#### NOD
Атака
- Піхота

1. Солдати — головний загін. Оптимальний для боротьби з піхотою. Покращення: Підрозділ замасковано. На нього не можна напасти, поки він не атакує першим. Повторне маскування неможливе.
2. Загін ракетників — ефективні проти споруд. Покращення: Завдяки маневреній захисній матриці підрозділ більш стійкий до пошкоджень.
3. Духівник — слабозахищенний загін. Ефективний для знищення піхоти. Покращення: Завдяки маневреній захисній матриці підрозділ більш стійкий до пошкоджень.
4. Чорна Долоня — ефективні проти наземної техніки. Покращення: Полум'я пошкоджує ворожі підрозділи та будівлі у радіусі 1.5 поля навколо цілі.
5. Диверсант — стійкий підрозділ піхоти. Ефективний проти споруд. Покращення: Підрозділ замасковано. На нього не можна напасти, поки він не атакує першим. Повторне маскування неможливе.

- Техніка

1. Штурмоцикл — швидкий мотоцикл з ракетами. Особливо ефективний проти споруд. Покращення: Навколо підрозділу утворюється захисний щит, який поглинає пошкодження. Ступінь захисту залежить від рівня підрозділу.
2. Скорпіон — легкий танк. Оптимальний для знищення наземної техніки. Покращення: Лазер на передній частині «Скорпіона» завдає додаткових пошкоджень під час наїзду на ворожі підрозділи.
3. Розвідник — протипіхотний наземний підрозділ із низькою дальністю ураження. Покращення: Транспортує загін піхоти на першу лінію ворожої бази. У разі знищення загін автоматично висаджується.
4. Аватар — важкий робот із високою вогневою потужністю. Оптимальний для знищення наземної техніки. Покращення: Ремонтується на стільки одиниць міцності, скільки завдає ворожій наземній техніці.
5. Привид — швидкий винищувач стін і споруд. Покращення: Підрозділ замасковано. На нього не можна напасти, поки він не атакує першим. Повторне маскування неможливе.

- Авіація

1. Отрута — винищувач піхоти. Покращення: Транспортує загін піхоти на першу лінію ворожої бази. У разі знищення загін автоматично висаджується.
2. Кобра — винищувач наземної техніки. Покращення: Навколо підрозділу утворюється захисний щит, який поглинає пошкодження. Ступінь захисту залежить від рівня підрозділу.
3. Саламандра — винищувач споруд. Покращення: Ремонтується на стільки одиниць міцності, скільки завдає ворожій наземній техніці.
4. Вихор — швидкий повітряний підрозділ. Оптимальний для знищення споруд. Покращення: З нанотехнологіями ремонт після битви дешевший: «Вихор» витрачає на 25 % менше часу ремонту.

Оборона
- Піхота

1. Чорна Долоня — маневрений стійкій загін піхоти проти наземної техніки. Покращення: Полум'я пошкоджує ворожі підрозділи та будівлі у радіусі 1.5 поля навколо цілі
2. Духівник — вищий оборонний підрозділ. Ефективний проти піхоти. Покращення: Завдяки маневреній захисній матриці підрозділ більш стійкий до пошкоджень.
3. Загін ракетників — маневрена протиповітряна піхота. Покращення: Завдяки маневреній захисній матриці підрозділ більш стійкий до пошкоджень.

- Техніка

1. Скорпіон — маневрений винищувач наземної техніки. Покращення: відсутнє.
2. Розвідник — маневрена протипіхотна машина. Покращення: Транспортує загін піхоти, поки його не знищать. Загін не може відкривати вогонь до моменту висадки.
3. Штурмоцикл — маневрена машина протиповітряної оборони. Покращення: Навколо підрозділу утворюється захисний щит, який поглинає пошкодження. Ступінь захисту залежить від рівня підрозділу.

- Будівлі

1. Променева гармата — важка турель, яка ефективна проти наземної техніки. Покращення: Підрозділ замасковано. На нього не можна напасти, поки він не атакує першим. Повторне маскування неможливе.
2. Кулемет Винищувач  — легка вогнева точка яка ефективна проти піхоти. Покращення: Шрапнель підвищує пошкодження, які завдаються піхоті, на 10 %.
3. Зенітна гармата — важка турель. Ефективна проти авіації. Покращення: Слугує гарнізоном для одного підрозділу піхоти, поки його не знищать. Загін не може відкривати вогонь до моменту виходу.
4. Лазерний захист — протипіхотна споруда. Завдає пошкоджень піхоті й техніці поряд із нею. Покращення: ремонтні важелі відновлюють 100 % одиниць міцності споруди відразу ж по завершенню битви.
5. Гармата Обеліск — протитранспортний артилерійський підрозділ. Мінімальна дальність ураження. Покращення: Зброя низької дальності ураження(зброя НДУ) дає змогу знищувати ворожі підрозділи поблизу. Вона зменшує мінімальну дальність.
6. Гармата Гатлінга — протипіхотний артилерійський підрозділ. Мінімальна дальність ураження. Покращення: Зброя низької дальності ураження(зброя НДУ) дає змогу знищувати ворожі підрозділи поблизу. Вона зменшує мінімальну дальність.
7. Установка Земля-Повітря — протиповітряна самохідно-артилерійська установка. Мінімальна дальність ураження. Покращення: Зброя низької дальності ураження(зброя НДУ) дає змогу знищувати ворожі підрозділи поблизу. Вона зменшує мінімальну дальність.
8. Протитанкове загородження — протитранспортна споруда. Завдає пошкоджень техніці, яка її долає. Покращення: ремонтні важелі відновлюють 100 % одиниць міцності споруди відразу ж по завершенню битви.
9. Стіна — споруда. Покращення: відсутнє.

#### GDI
Атака
- Піхота

1. Загін стрільців — головний загін. Оптимальний для боротьби з піхотою. Покращення: Димова граната, що виводить із ладу одну будівлю на деякий час. Менш ефективна в боротьбі з високорівневими цілями.
2. Ракетники — ефективні проти споруд. Покращення: Ракетний шторм завдає пошкоджень ворожим підрозділам і будівлям у радіусі 1.5 поля навколо головної цілі.
3. Загін снайперів — слабозахищенний загін. Ефективний для знищення піхоти. Покращення: Лазерний приціл підвищує точність, завдяки чому піхоті завдаються серйозніші пошкодження.
4. Нищителі — ефективні проти наземної техніки. Покращення: Заряд дає пошкодженому підрозділові швидше пересуватися. Його дія переривається основними будівлями бази або блокуючими конструкціями. Втім, заряд можна активувати повторно.
5. Диверсант — стійкий підрозділ піхоти. Ефективний проти споруд. Покращення: Заряд дає пошкодженому підрозділові швидше пересуватися. Його дія переривається основними будівлями бази або блокуючими конструкціями. Втім, заряд можна активувати повторно.

- Техніка

1. Пітбуль — швидкий баггі. Особливо ефективний проти споруд. Покращення: Світлошумова граната, що виводить із ладу один піхотний підрозділ на деякий час. Менш ефективна в боротьбі з високорівневими цілями.
2. Хижак — легкий танк. Оптимальний для знищення наземної техніки. Покращення: Підрозділ використовує спеціальні боєприпаси, призначені для ефективнішого ураження транспортних засобів. Показник ушкодження залежить від рівня підрозділу.
3. Страж — швидка протипіхотна машина із низькою дальністю ураження. Покращення: Транспортує загін піхоти на першу лінію ворожої бази. У разі знищення загін автоматично висаджується.
4. Мамонт — важкий танк високої вогневої потужності. Оптимальний проти наземної техніки. Покращення: Кристальний таран дає змогу «Мамонту» ламати будь-які стіни.
5. Джагернаут- повільний винищувач споруд. Покращення: Артилерійський вогонь пошкоджує ворожі підрозділи та будівлі в радіусі 1.5 поля навколо головної цілі.

- Авіація

1. Косатка — винищувач піхоти. Покращення: ЕМІ, що виводить із ладу одну одиницю наземної техніки на певний час. Менш ефективна в боротьбі з високорівневими цілями.
2. Паладин — винищувач наземної техніки. Покращення: Транспортує загін піхоти на першу лінію ворожої бази. Завантажуються тільки загони, що коштують не більше 5 очок військ. У разі знищення загін автоматично висаджується.
3. Кадьяк — винищувач споруд. Покращення: Захисна аура апарата захищає наземні підрозділи союзників у радіусі 2.5 поля, доки її енергія не вичерпається.
4. Вихор — швидкий повітряний підрозділ. Оптимальний для знищення споруд Покращення: З нанотехнологіями ремонт після битви дешевший: Яструб витрачає на 25 % менше часу ремонту.

Оборона
- Піхота

1. Нищитель — маневрений стійкій загін піхоти проти наземної техніки. Покращення: ЕМІ, що виводить із ладу одну одиницю наземної техніки на деякий час. Менш ефективна в боротьбі з високорівневими цілями.
2. Загін снайперів — загін піхоти з великою дальністю стрільби для знищення піхоти. Покращення: Лазерний приціл підвищує точність, завдяки чому піхоті завдаються серйозніші пошкодження.
3. Ракетники — маневрена протиповітряна піхота. Покращення: Ракетний шторм завдає пошкоджень підрозділам ворога в радіусі 1.5 поля навколо головної цілі.

- Техніка

1. Хижак — маневрений винищувач наземної техніки. Не атакує авіацію. Покращення: Підрозділ використовує спеціальні боєприпаси, призначені для ефективнішого ураження транспортних засобів. Показник ушкодження залежить від рівня підрозділу.
2. Страж — маневрена протипіхотна машина. Покращення: Транспортує загін піхоти, поки його не знищать. Загін не може відкривати вогонь до моменту висадки.
3. Пітбуль — маневрена машина протиповітряної оборони. Покращення: Світлошумова граната, що виводить із ладу один піхотний підрозділ на деякий час. Менш ефективна в боротьбі з високорівневими цілями.

- Будівлі

1. Гармата Страж — важка турель, яка ефективна проти наземної техніки. Покращення: Слугує гарнізоном для одного підрозділу піхоти, поки його не знищать. Загін не може відкривати вогонь до моменту виходу.
2. Кулеметна точка — легка вогнева точка, яка ефективна проти піхоти. Покращення: відсутнє.
3. Зенітна гармата — важка турель. Ефективна проти авіації. Покращення: Керовані ракети підвищують точність, а з нею й пошкодження, які завдаються повітряним підрозділам.
4. Колючий дріт — протипіхотна споруда. Завдає пошкоджень піхоті й техніці поряд із нею. Покращення: ремонтні важелі відновлюють 100 % одиниць життя споруди відразу ж по завершенню битви.
5. Протитанкове загородження — протитранспортне загородження. Покращення: ремонтні важелі відновлюють 100 % одиниць життя споруди відразу ж по завершенню битви.
6. Стіна — споруда. Покращення: відсутнє.
7. Гармата Титан — протитранспортний артилерійський підрозділ. Мінімальна дальність ураження. Покращення: Зброя низької дальності ураження(зброя НДУ) дає змогу знищувати ворожі підрозділи поблизу. Вона зменшує мінімальну дальність.
8. Дозорний — протипіхотний артилерійський підрозділ. Мінімальна дальність ураження. Покращення: Зброя низької дальності ураження(зброя НДУ) дає змогу знищувати ворожі підрозділи поблизу. Вона зменшує мінімальну дальність.
9. Установка Земля-Повітря — протиповітряна самохідно-артилерійська установка. Мінімальна дальність ураження. Покращення: Зброя низької дальності ураження(зброя НДУ) дає змогу знищувати ворожі підрозділи поблизу. Вона зменшує мінімальну дальність.